# Pedro de Eça
Pedro de Eça (c. 1437 - 1492), neto paterno do Infante D. João, foi um fidalgo e militar português do século XV e um dos mais ilustres guerreiros do seu tempo.

## Biografia
Serviu muitos anos como Fronteiro do 3.° Conde de Viana do Alentejo e 2.° Conde de Viana da Foz do Lima, D. Duarte de Meneses, esteve no Cerco de Alcácer-Ceguer em 1458, e na entrada que o Conde fez pelas terras dos mouros até Canheta. Também se distinguiu em Tânger, quando D. Afonso V de Portugal ali foi segunda vez.
Em 1463 e 1464, D. Pedro de Coimbra, Condestável de Portugal, filho do Infante D. Pedro, foi chamado pelos Catalães para suceder na Coroa do Reino de Aragão, e D. Pedro de Eça acompanhou-o como seu principal Capitão e Oficial. Aí, foi-lhe confiada por D. Pedro a defesa de Lérida, empresa em que mostrou subido valor e intrepidez.
A 8 de Janeiro de 1473, D. Afonso V doou a D. Pedro de Eça, Fidalgo da sua Casa, enquanto sua mercê for, uma tença anual de 30.000 reais de prata, a partir de 1 de Janeiro de 1473, a ser paga pela Fazenda Régia.
A 1 de Novembro de 1473, D. Afonso V perdoou o degredo de oito meses a Luís Álvares, Escudeiro, Tabelião na vila de Tomar, aí morador, dos dois anos a que fora condenado para o Couto da vila de Arronches, acusado de erros e falsificações no seu ofício, apesar de não ter ido na Armada e ter enviado o seu filho, João Luís, na sequência do perdão geral outorgado aos homiziados que foram na Armada em que D. Pedro de Eça era Capitão da nau Coutinha.
A 5 de Abril de 1475, D. Afonso V privilegiou D. Pedro de Eça, Fidalgo da sua Casa, concedendo-lhe licença para arrendar as suas rendas.
A 27 de Dezembro de 1481, D. Pedro de Eça teve de D. João II de Portugal mercê dos direitos reais de Aldeia Galega da Merceana, com autorização para apresentar o Almoxarife a 1 de Janeiro de 1482.
A 2 de Maio de 1483 foi feito Alcaide-Mor de Moura.
Terá ajudado, igualmente, o Rei D. João II a matar em Setúbal em 1484 seu duas vezes primo-irmão, meio-primo-tio em segundo grau e cunhado D. Diogo, Duque de Viseu, que havia sido feito chefe dos descontentes quando o primeiro subiu ao trono por causa da sua política centralizadora, segurando-o pelas costas, devido à grande força física que detinha. Um punhal sem punho de origem e com a inscrição Portugal dum lado e Rey do outro, e com as cinco quinas, encontra-se no Museu do Castelo de Moura.
A 23 de Julho de 1489, teve uma tença de 28.000 reais.
Em 1496, João Dias, Escudeiro, morador em Moura, criado de D. Pedro de Eça, foi nomeado Couteiro dessa vila, em substituição de Vicente Pires, Escudeiro, morador nessa vila, que renunciara.
A 23 de Maio de 1497, D. Rodrigo de Eça, Alcaide-Mor de Moura, teve confirmação da doação, em dias de sua vida, dos foros, direitos da portagem e da judiaria da vila. Enumeram-se outros direitos, os quais deveria receber desde Janeiro de 1492. Apresenta inclusa Carta de D. João II, feita por Pero Lomelim, no Lavradio, a 30 de Novembro de 1492, com a doação, em consideração aos serviços de D. Pedro de Eça, pai do beneficiado e falecido ao tempo da doação, nas guerras com Castela e nas partes de África.
A 26 de Maio de 1500, Rui Martins, Escudeiro de D. Pedro de Eça, foi nomeado Tabelião do Judicial da vila de Moura.
A 3 de Fevereiro de 1515, João Rodrigues, criado de D. Pero de Eça, foi nomeado Recebedor das Sisas de Moura.

## Dados genealógicos
D. Pedro de Eça foi filho primogénito varão de D. Fernando de Eça, Senhor de Eça, e de sua terceira mulher Isabel de Ávalos.
Casou com Leonor Casco ou de Camões, falecida depois de 18 de Abril de 1516, filha de Rui Casco, Alcaide-Mor de Avis, e de sua mulher Aldonça Anes de Camões, da qual teve quatro filhos e uma filha: 
- D. Rodrigo de Eça (c. 1460 - 1514)
- D. Fernando de Eça
- D. Francisco de Eça, casado com Maria de Ataíde, sem geração
- D. Cristóvão de Eça, que morreu solteiro e sem geração na Índia
- D. Isabel de Eça, casada primeira vez com Cristóvão Moniz e casada segunda vez com Cristóvão Correia

Teve dois filhos bastardos e duas filhas bastardas de mulheres desconhecidas: 
- D. João de Eça (? - d. 5 de Agosto de 1529)
- D. Jorge de Eça, chamado o Negro por ser muito escuro; sua mãe devia ser Africana ou com ascendência Africana, talvez uma escrava, Fidalgo da Casa Real, casado com Isabel de Almada
- D. Catarina de Eça, casada com Álvaro de Carvalho, Senhor do Morgado e Couto de Carvalho; a 6 de Abril de 1522, o Cabido de Viseu escreveu ao Rei D. João III de Portugal, pedindo que, na demanda que tinha com Pedro Álvares de Carvalho e D. Catarina de Eça, sua mãe, sobre o Prazo chamado de Canas, o mesmo Senhor lhe fizesse justiça
- D. Filipa de Eça (c. 480 - 1551), a famosa abadessa do Mosteiro de Lorvão.